# Liste der Bodendenkmale in Lastrup
In der Liste der Bodendenkmale in Lastrup sind die Bodendenkmale der niedersächsischen Gemeinde Lastrup aufgeführt. Die Quelle ist der Denkmalatlas Niedersachsen.
- Bitte beachten Sie, dass diese Liste keinen Anspruch auf Vollständigkeit erhebt.
- Die Angaben ersetzen nicht die rechtsverbindliche Auskunft der zuständigen Denkmalschutzbehörde.
- Es sind nur Daten aus dem Denkmalatlas verarbeitet.
- Der Stand der Liste ist der 19. April 2025.

Lastrup im Landkreis Cloppenburg

## Allgemein
In den Spalten finden sich folgende Informationen des Bodendenkmales:
| Lage         | geographische Koordinaten                                                           |
| Bezeichnung  | Bezeichnung lt. Denkmalatlas                                                        |
| Beschreibung | Beschreibung lt. Denkmalatlas                                                       |
| ID           | Objekt-ID                                                                           |
| Bild         | Bild, ggf. zusätzlich mit Link zu weiteren Fotos im Medienarchiv Wikimedia Commons. |

## Lastrup
| Lage                        | Bezeichnung              | Beschreibung | ID       | Bild           |
| --------------------------- | ------------------------ | --- | -------- | -------------- |
| 52° 48′ 18″ N, 7° 55′ 34″ O | Lastrup 2, Bleiburg      | Die Bleiburg besteht aus Haupt- und Vorburg sowie dreifachem Graftsystem mit einer Gesamtausdehnung von ca. 130 (NNW-SSO) × 100 m. Die Befestigungsanlage und der ehemalige Burghügel sind stark verschliffen, die ehemaligen Wälle und Gräben zeichnen sich aber heute in ihrer Gesamtheit noch sehr deutlich im Wiesengelände ab. Höhe von Wallkrone bis Grabensohle gleichmäßig ca. 0,4 – 0,5 m. Der Hauptburgplatz ist quadratisch mit einer Seitenlänge von ca. 10 m. Er ist nicht (mehr) erhöht. Der umgebende Graben ist zum südöstl. anschließenden Vorburgplatz hin unterbrochen. Der Vorburgplatz ist ebenfalls quadratisch und liegt im Niveau ca. 0,3 m höher als die Hauptburg. | 28945130 | BW             |
| 52° 48′ 8″ N, 7° 52′ 22″ O  | Lastrup 4, Großsteingrab | Steinkammer, Ost-West orientiert. An der nördlichen Langseite sieben, an der südlichen sechs Träger, hier in der Mitte einen schmalen Eingang von 0,5 m lassend, an den Schmalseiten je ein Träger. Die lichte Weite beträgt 7,4 m × 2 m. Decksteine sind nicht vorhanden. Die Kammer wurde 1886 von Pastor Wulf wegen Verkoppelung versetzt und an der jetzigen Stelle wieder aufgebaut. Es handelt sich also um eine Rekonstruktion. (Sprockhoff Nr. 970) | 28988353 | Weitere Bilder |
| 52° 46′ 51″ N, 7° 49′ 11″ O | Lastrup 5, Großsteingrab | In einem Hügel von 35 m Länge und 17 m Breite, der sich nahezu ostwestlich erstreckt und eine Höhe von 1,4 m erreicht, werden im westlichen Teil Trägersteine einer Grabkammer sichtbar, die es nahelegen, hier den Rest eines Grabes zu besitzen, während sechs im Ostteil sichtbar werdende Steine, von denen keiner in situ liegt, nach der großen Unterbrechung zum Westende, den Gedanken aufkommen lassen, in ihnen die Reste einer zweiten Kammer sehen zu sollen. Wahrscheinlich handelt es sich jedoch insgesamt um den Überrest einer langen Grabkammer, über deren einstige Erscheinung und Konstruktion ohne sorgfältige Ausgrabung nichts ausgesagt werden vermag. (Sprockhoff Nr. 965) | 28943008 | Weitere Bilder |
| 52° 47′ 4″ N, 7° 49′ 50″ O  | Lastrup 6, Großsteingrab | Rest einer langen Kammer in den Überresten einer sicherlich ovalen Einfassung. Der jetzige Zustand erlaubt es freilich nicht, solch weitgehende Schlüsse zu ziehen. Denn von der ostwestlich gerichteten Anlage sind lediglich acht Umfassungssteine auf der südlichen Langseite vorhanden, von der Kammer sieht man sechs Träger der nördlichen Langseite in situ und zwei Träger der südlichen Langseite. Alles übrige, dazu zwei Decksteine, ist einigermaßen ungeordnet, so dass man eine sorgfältige Ausgrabung zur Klärung des ursprünglichen Zustandes wünschen möchte. Der Hügel, in dem die Kammer liegt, ist immerhin noch 30 m lang, 10 m breit und 1,8 m hoch.(Sprockhoff Nr. 968) | 28943007 | Weitere Bilder |
| 52° 46′ 51″ N, 7° 49′ 15″ O | Lastrup 7, Großsteingrab | Nach Sprockhoff „Rest einer ostwestlich ausgerichteten Grabkammer in einem zwar an die zwei Meter hohen, jedoch stark gestörten Hügel. Erhalten ist lediglich das Ostende mit dem Träger der östlichen Schmalseite und zwei anschließenden Langseitenträgern, dazu in drei Meter Entfernung einem Träger der nördlichen Langseite. Alle diese Träger stehen in situ. Da die Steine noch tief in dem Hügel stecken, sind die jetzt fehlenden zum Teil vielleicht noch ebenso wie der Inhalt des Grabes erhalten.“ (Sprockhoff Nr. 966) | 28943006 | Weitere Bilder |
| 52° 46′ 50″ N, 7° 49′ 17″ O | Lastrup 8, Großsteingrab | Nach Sprockhoff „In einem nahezu ostwestlich liegenden Hügel von über einem Meter Höhe findet sich eine verhältnismäßig ungestörte Grabkammer, deren Träger - wenn auch nicht für alle sichtbar - ungefähr in situ zu sein scheinen. Das gilt für die Träger der Schmalseiten, vier Träger der südlichen und drei Träger der nördlichen Langseite. Drei Decksteine sind verschoben vorhanden.“ Maße der Grabkammer ca. 8 × 2,5 m. (Sprockhoff Nr. 967) | 28943005 | Weitere Bilder |
| 52° 48′ 8″ N, 7° 52′ 20″ O  | Lastrup 9, Großsteingrab | Nach Sprockhoff 1929: „Lange Steinkammer mit dem Rest einer ovalen Einfassung. Die Richtung ist ungefähr O-W. Obwohl nicht alle Tragsteine mehr vorhanden, von den vorhandenen nur wenig in situ und auch die Träger der beiden verschoben sind, läßt sich doch ohne Schwierigkeit eine Vorstellung des ursprünglichen Aussehens gewinnen, wenn man den großen verschobenen Deckstein, der zwischen drei kleinen liegt und 3 m × 2 m, 2 m × 0,8 m D. mißt, als Tordeckstein annimmt. Man müßte dann beiderseits von ihm - nach dem Befund der östl. Hälfte - fünf Joche vermuten und würde eine Kammer anzunehmen haben, die im Lichten 17 m lang und 1,5 m breit gewesen und zu den Enden vielleicht schmäler geworden ist. Dann würde der vom Verfasser ursprünglich als Träger der westl. Schmalseite angenommene Stein nicht das Ende der Kammer bedeuten, sondern ein in die Kammer gefallener Tragstein der südl. Langseite gewesen sein. Diese Deutung würde die drei einzelnen im W liegenden Steine dann auch glaubhaft als Reste der Umfassung deuten lassen, die nur in der östl Hälfte der südl. Langseite in situ erhalten ist.“ Gesamtl. der Anlage ca. 23 m; Br. 5 m. (Sprockhoff Nr. 969) | 28943004 | Weitere Bilder |
| 52° 46′ 33″ N, 7° 52′ 10″ O | Lastrup 16, Grabhügel    | Durchmesser ca. 21 m und Höhe ca. 1 m mit abgeflachter, leicht eingesunkener Kuppe, am West-Rand angegraben. | 28943129 | BW             |
| 52° 46′ 32″ N, 7° 52′ 9″ O  | Lastrup 17, Grabhügel    | Durchmesser ca. 14 m und Höhe ca. 0,7 m. W-Rand zu ca. 1/3 abgetragen und von Parzellenwall überzogen. | 28943130 | BW             |
| 52° 48′ 38″ N, 7° 54′ 55″ O | Lastrup 20, Grabhügel    | Durchmesser ca. 20 m und Höhe ca. 1,3 m. | 28943134 | BW             |
| 52° 48′ 38″ N, 7° 54′ 57″ O | Lastrup 21, Grabhügel    | Durchmesser ca. 18 m und Höhe ca. 1 m, nach Süden flach auslaufend. | 28943135 | BW             |
| 52° 48′ 39″ N, 7° 54′ 59″ O | Lastrup 22, Grabhügel    | Durchmesser ca. 20 m und Höhe ca. 1,2 m, mit großer Eintiefung im südlichen Bereich. | 28943136 | BW             |
| 52° 48′ 39″ N, 7° 55′ 0″ O  | Lastrup 23, Grabhügel    | Durchmesser ca. 16 m und Höhe ca. 0,7 m, mit Einkuhlung im westlichen Bereich. | 28943137 | BW             |
| 52° 47′ 34″ N, 7° 58′ 32″ O | Lastrup 24, Grabhügel    | Durchmesser ca. 16 m und Höhe ca. 1 m, an nördlicher Hälfte abgetragen. | 28943138 | BW             |
| 52° 47′ 35″ N, 7° 58′ 34″ O | Lastrup 25, Grabhügel    | Durchmesser ca. 14 m und Höhe ca. 0,8 m. Vom Westen her in den zentralen Bereich abgetragen. Randbereiche, besonders im Süden und Osten erhalten. | 28943139 | BW             |
| 52° 48′ 30″ N, 7° 52′ 42″ O | Lastrup 119, Grabhügel   | Durchmesser ca. 13 m und Höhe ca. 0,8 m. Annähernd rund, am Ost-Rand angeschnitten. Jetzt durch angrenzende Beackerung akut gefährdet. | 28943512 | BW             |
| 52° 48′ 46″ N, 7° 55′ 0″ O  | Lastrup 139, Landwehr    | Spätmittelalterliche bis frühneuzeitliche Landwehr von ursprünglich mindestens 2,4 km Länge. Sie kontrollierte und überwachte die sog. Flämische Heerstraße. Am N-Ende der Landwehr lag die sog. Heid- bzw. Heidmannsburg, am südl. Ende die Bleiburg, die die Überwachung der Landwehr verstärkten. In Teilen erhalten. - Teilstück ID: 36179799 - Teilstück ID: 36179859 - Teilstück ID: 36179916 | 28928102 | BW             |
| 52° 46′ 55″ N, 7° 54′ 10″ O | Lastrup 146, Grabhügel   | Durchmesser ca. 10 m und Höhe ca. 0,5 m. Rund mit flacher Kuppenmulde. | 28943804 | BW             |

### Lastrup 32
- ID: 28943238
- Grabhügelfeld mit 17 Grabhügeln.

| Lage                        | Bezeichnung | Beschreibung | ID       | Bild |
| --------------------------- | ----------- | --- | -------- | ---- |
| 52° 48′ 23″ N, 7° 53′ 42″ O | Lastrup 32  | Durchmesser ca. 16 m und Höhe ca. 1 m, Grenzwall in ca. Nord-Süd-Richtung.                                       | 28943239 | BW   |
| 52° 48′ 23″ N, 7° 53′ 43″ O | Lastrup 33  | Durchmesser ca. 12 m und Höhe ca. 0,7 m.                                                                         | 28943240 | BW   |
| 52° 48′ 24″ N, 7° 53′ 44″ O | Lastrup 34  | Größe ca. 7 × 11 m und Höhe ca. 0,6 m. Oval.                                                                     | 28943241 | BW   |
| 52° 48′ 24″ N, 7° 53′ 45″ O | Lastrup 35  | Größe ca. 7 × 13 m und Höhe ca. 0,7 m. Oval.                                                                     | 28943242 | BW   |
| 52° 48′ 24″ N, 7° 53′ 46″ O | Lastrup 36  | Durchmesser ca. 9 m und Höhe ca. 0,6 m Tierbaue am Ost-Rand.                                                     | 28943243 | BW   |
| 52° 48′ 25″ N, 7° 53′ 47″ O | Lastrup 37  | Durchmesser ca. 15 m und Höhe ca. 1,1 m. Vom Westen zum Zentrum angegraben.                                      | 28943244 | BW   |
| 52° 48′ 25″ N, 7° 53′ 48″ O | Lastrup 38  | Durchmesser ca. 10 m und Höhe ca. 0,7 m.                                                                         | 28943245 | BW   |
| 52° 48′ 24″ N, 7° 53′ 49″ O | Lastrup 39  | Durchmesser ca. 14 m und Höhe ca. 0,7 m mit flacher Kuppenmulde.                                                 | 28943246 | BW   |
| 52° 48′ 23″ N, 7° 53′ 50″ O | Lastrup 40  | Durchmesser ca. 15 m und Höhe ca. 0,9 m.                                                                         | 28943247 | BW   |
| 52° 48′ 23″ N, 7° 53′ 50″ O | Lastrup 42  | Durchmesser ca. 13 m und Höhe ca. 0,7 m.                                                                         | 28943249 | BW   |
| 52° 48′ 22″ N, 7° 53′ 50″ O | Lastrup 43  | Durchmesser ca. 15 m und Höhe ca. 0,6 m, an der Ost-Hälfte abgetragen.                                           | 28943250 | BW   |
| 52° 48′ 24″ N, 7° 53′ 46″ O | Lastrup 141 | Durchmesser ca. 13 m und Höhe ca. 0,8 m. Annähernd rund. Große Tierbaue.                                         | 28943800 | BW   |
| 52° 48′ 24″ N, 7° 53′ 47″ O | Lastrup 142 | Durchmesser ca. 10 m und Höhe ca. 0,6 m. Annähernd rund. Tierbaue.                                               | 28943801 | BW   |
| 52° 48′ 24″ N, 7° 53′ 48″ O | Lastrup 143 | Größe ca. 8 × 5 m und Höhe ca. 0,6 m. Annähernd oval. Ca. NW-SO orientiert. Nach W in Senke abfallend. Tierbaue. | 28943802 | BW   |
| 52° 48′ 23″ N, 7° 53′ 49″ O | Lastrup 144 | Durchmesser ca. 6 m und Höhe ca. 0,5 m. Annähernd rund. Tierbaue.                                                | 28943803 | BW   |

### Lastrup 65
- ID: 28943364
- Grabhügelfeld mit 40 dicht beieinanderliegenden Grabhügeln auf einer Fläche von max. 230 (NNW-SSO) × 135 m.

| Lage                        | Bezeichnung | Beschreibung | ID       | Bild |
| --------------------------- | ----------- | --- | -------- | ---- |
| 52° 48′ 29″ N, 7° 55′ 6″ O  | Lastrup 65  | Durchmesser ca. 11 m und Höhe ca. 0,5 m, am nördlichen Bereich abgetragen.                                                        | 28943365 | BW   |
| 52° 48′ 29″ N, 7° 55′ 6″ O  | Lastrup 66  | Durchmesser ca. 9 m und Höhe ca. 0,3 m, Ränder schlecht abgesetzt und besonders im NO nur noch schwer erkennbar.                  | 28943366 | BW   |
| 52° 48′ 30″ N, 7° 55′ 8″ O  | Lastrup 67  | Durchmesser ca. 15 m und Höhe ca. 0,4 m, Ränder schlecht abgesetzt.                                                               | 28943367 | BW   |
| 52° 48′ 30″ N, 7° 55′ 9″ O  | Lastrup 68  | Durchmesser ca. 14 m und Höhe ca. 0,4 m, Ränder schlecht abgesetzt.                                                               | 28943368 | BW   |
| 52° 48′ 30″ N, 7° 55′ 9″ O  | Lastrup 69  | Durchmesser ca. 9 m und Höhe ca. 0,3 m, Ränder schlecht abgesetzt, Hügel kaum noch erkennbar.                                     | 28943369 | BW   |
| 52° 48′ 30″ N, 7° 55′ 9″ O  | Lastrup 70  | Durchmesser ca. 12 m und Höhe ca. 0,3 m.                                                                                          | 28943370 | BW   |
| 52° 48′ 30″ N, 7° 55′ 10″ O | Lastrup 71  | Durchmesser ca. 12 m und Höhe ca. 0,2 m, Ränder schlecht abgesetzt, Hügel kaum noch erkennbar.                                    | 28943371 | BW   |
| 52° 48′ 28″ N, 7° 55′ 5″ O  | Lastrup 72  | Durchmesser ca. 10 m und Höhe ca. 0,3 m. Westl. Hälfte von Fahrspur überzogen und eingesunken.                                    | 28943372 | BW   |
| 52° 48′ 28″ N, 7° 55′ 5″ O  | Lastrup 73  | Durchmesser ca. 9 m und Höhe ca. 0,4 m. Westl. Hälfte von Fahrspur überzogen und eingesunken.                                     | 28943373 | BW   |
| 52° 48′ 27″ N, 7° 55′ 6″ O  | Lastrup 74  | Durchmesser ca. 10 m und Höhe ca. 0,5 m.                                                                                          | 28943374 | BW   |
| 52° 48′ 28″ N, 7° 55′ 7″ O  | Lastrup 75  | Durchmesser ca. 6 m und Höhe ca. 0,2 m, Unförmig.                                                                                 | 28943375 | BW   |
| 52° 48′ 28″ N, 7° 55′ 6″ O  | Lastrup 76  | Durchmesser ca. 9 m und Höhe ca. 0,5 m, am westlichen Rand von Waldweg überzogen und eingetieft.                                  | 28943376 | BW   |
| 52° 48′ 29″ N, 7° 55′ 6″ O  | Lastrup 77  | Durchmesser ca. 10 m und Höhe ca. 0,5 m.                                                                                          | 28943377 | BW   |
| 52° 48′ 28″ N, 7° 55′ 7″ O  | Lastrup 78  | Durchmesser ca. 10 m und Höhe ca. 0,5 m.                                                                                          | 28943378 | BW   |
| 52° 48′ 29″ N, 7° 55′ 7″ O  | Lastrup 79  | Durchmesser ca. 9 m und Höhe ca. 0,3 m. Kuppenmulde mit Tierbau.                                                                  | 28943379 | BW   |
| 52° 48′ 29″ N, 7° 55′ 7″ O  | Lastrup 80  | Durchmesser ca. 9 m und Höhe ca. 0,4 m.                                                                                           | 28943380 | BW   |
| 52° 48′ 28″ N, 7° 55′ 8″ O  | Lastrup 81  | Durchmesser ca. 13 m und Höhe ca. 0,8 m, mit abgeflachter Kuppe.                                                                  | 28943381 | BW   |
| 52° 48′ 29″ N, 7° 55′ 8″ O  | Lastrup 82  | Durchmesser ca. 9 m und Höhe ca. 0,3 m, Ränder schlecht abgesetzt.                                                                | 28943382 | BW   |
| 52° 48′ 29″ N, 7° 55′ 9″ O  | Lastrup 83  | Durchmesser ca. 14 m, größtenteils zergraben, jedoch noch Randreste erhalten.                                                     | 28943383 | BW   |
| 52° 48′ 28″ N, 7° 55′ 10″ O | Lastrup 84  | Durchmesser ca. 11 m und Höhe ca. 0,8 m.                                                                                          | 28943384 | BW   |
| 52° 48′ 29″ N, 7° 55′ 10″ O | Lastrup 85  | Durchmesser ca. 11 m und Höhe ca. 0,8 m.                                                                                          | 28943385 | BW   |
| 52° 48′ 29″ N, 7° 55′ 10″ O | Lastrup 86  | Durchmesser ca. 10 m und Höhe ca. 0,7 m.                                                                                          | 28943386 | BW   |
| 52° 48′ 30″ N, 7° 55′ 11″ O | Lastrup 87  | Durchmesser ca. 10 m und Höhe ca. 0,3 m.                                                                                          | 28943387 | BW   |
| 52° 48′ 27″ N, 7° 55′ 8″ O  | Lastrup 88  | Durchmesser ca. 11 m und Höhe ca. 0,8 m.                                                                                          | 28943388 | BW   |
| 52° 48′ 27″ N, 7° 55′ 8″ O  | Lastrup 89  | Durchmesser ca. 10 m und Höhe ca. 0,5 m.                                                                                          | 28943389 | BW   |
| 52° 48′ 27″ N, 7° 55′ 8″ O  | Lastrup 90  | Durchmesser ca. 10 m und Höhe ca. 0,6 m.                                                                                          | 28943482 | BW   |
| 52° 48′ 27″ N, 7° 55′ 9″ O  | Lastrup 91  | Durchmesser ca. 6 m und Höhe ca. 0,3 m.                                                                                           | 28943483 | BW   |
| 52° 48′ 27″ N, 7° 55′ 10″ O | Lastrup 92  | Durchmesser ca. 12 m und Höhe ca. 0,7 m, westlicher Bereich von alter Fahrspur eingedrückt.                                       | 28943484 | BW   |
| 52° 48′ 27″ N, 7° 55′ 9″ O  | Lastrup 93  | Durchmesser ca. 14 m und Höhe ca. 0,7 m, mit weiter, flacher nach Norden geneigten Kuppenmulde.                                   | 28943485 | BW   |
| 52° 48′ 26″ N, 7° 55′ 10″ O | Lastrup 94  | Durchmesser ca. 14 m und Höhe ca. 0,7 m.                                                                                          | 28943486 | BW   |
| 52° 48′ 26″ N, 7° 55′ 11″ O | Lastrup 95  | Durchmesser ca. 12 m und Höhe ca. 0,8 m, in der Fortsetzung nach Osten weiterer kleiner Hügel direkt anschließend mit 0,4 m Höhe. | 28943487 | BW   |
| 52° 48′ 27″ N, 7° 55′ 11″ O | Lastrup 96  | Durchmesser ca. 16 m, nur noch das südöstliche Viertel mit 0,6 m Höhe erhalten.                                                   | 28943488 | BW   |
| 52° 48′ 26″ N, 7° 55′ 12″ O | Lastrup 97  | Durchmesser ca. 20 m und Höhe ca. 1,2 m.                                                                                          | 28943489 | BW   |
| 52° 48′ 28″ N, 7° 55′ 13″ O | Lastrup 98  | Durchmesser ca. 11 m und Höhe ca. 0,3 m. Östl. Rand von Fahrweg angeschnitten.                                                    | 28943490 | BW   |
| 52° 48′ 27″ N, 7° 55′ 13″ O | Lastrup 99  | Durchmesser ca. 10 m und Höhe ca. 1,2 m, nur noch die westliche Hälfte erhalten und von Grenzwall teilweise überzogen.            | 28943491 | BW   |
| 52° 48′ 25″ N, 7° 55′ 14″ O | Lastrup 100 | Durchmesser ca. 12 m und Höhe ca. 0,3 m. Von Fahrweg überzogen.                                                                   | 28943492 | BW   |
| 52° 48′ 24″ N, 7° 55′ 12″ O | Lastrup 101 | Durchmesser ca. 13 m und Höhe ca. 0,5 m, mit weiter Kuppenmulde.                                                                  | 28943493 | BW   |
| 52° 48′ 26″ N, 7° 55′ 12″ O | Lastrup 102 | Durchmesser ca. 11 m und Höhe ca. 0,8 m.                                                                                          | 28943494 | BW   |
| 52° 48′ 25″ N, 7° 55′ 13″ O | Lastrup 103 | Durchmesser ca. 13 m und Höhe ca. 1 m.                                                                                            | 28943495 | BW   |
| 52° 48′ 26″ N, 7° 55′ 12″ O | Lastrup 104 | Durchmesser ca. 10 m und Höhe ca. 0,4 m.                                                                                          | 28943496 | BW   |